# Észak-kaukázusi Emírség
Az Észak-kaukázusi Emírség (oroszul: Северо-Кавказский эмират Szevero-Kavkazszkij èmirat) a többségében kaukázusi avarok és csecsenek által lakott területen létrejött rövid életű állam volt az oroszországi polgárháború alatt. Területe a mai Csecsenföldre és Dagesztánra terjedt. Az állam fővárosa Vedeno volt, államfője Uzun Haji, Észak-Kaukázus emírje és sejkje.
1918 közepén Gyenyikin tábornok szövetkezett a kaukázusi népekkel a bolsevikok ellen. Uzun Haji egy kis csapat vezetője volt, aki elfoglalta Vedenót és elűzte Gyenyikint.
1919 szeptemberében Haj bejelentette a független emirátust, de az oszmán szultán,  VI. Mehmed védelme alatt. Szoros kapcsolatokat alakítottak ki a kabardokkal és az oszétokkal, Grúzia pedig elismerte az állam önállóságát. Habár az állam területéről nem tudták maradéktalanul kiűzni a fehérek csapatait, hamarosan a Vörös Hadsereg is támadást indított az emirátus ellen.

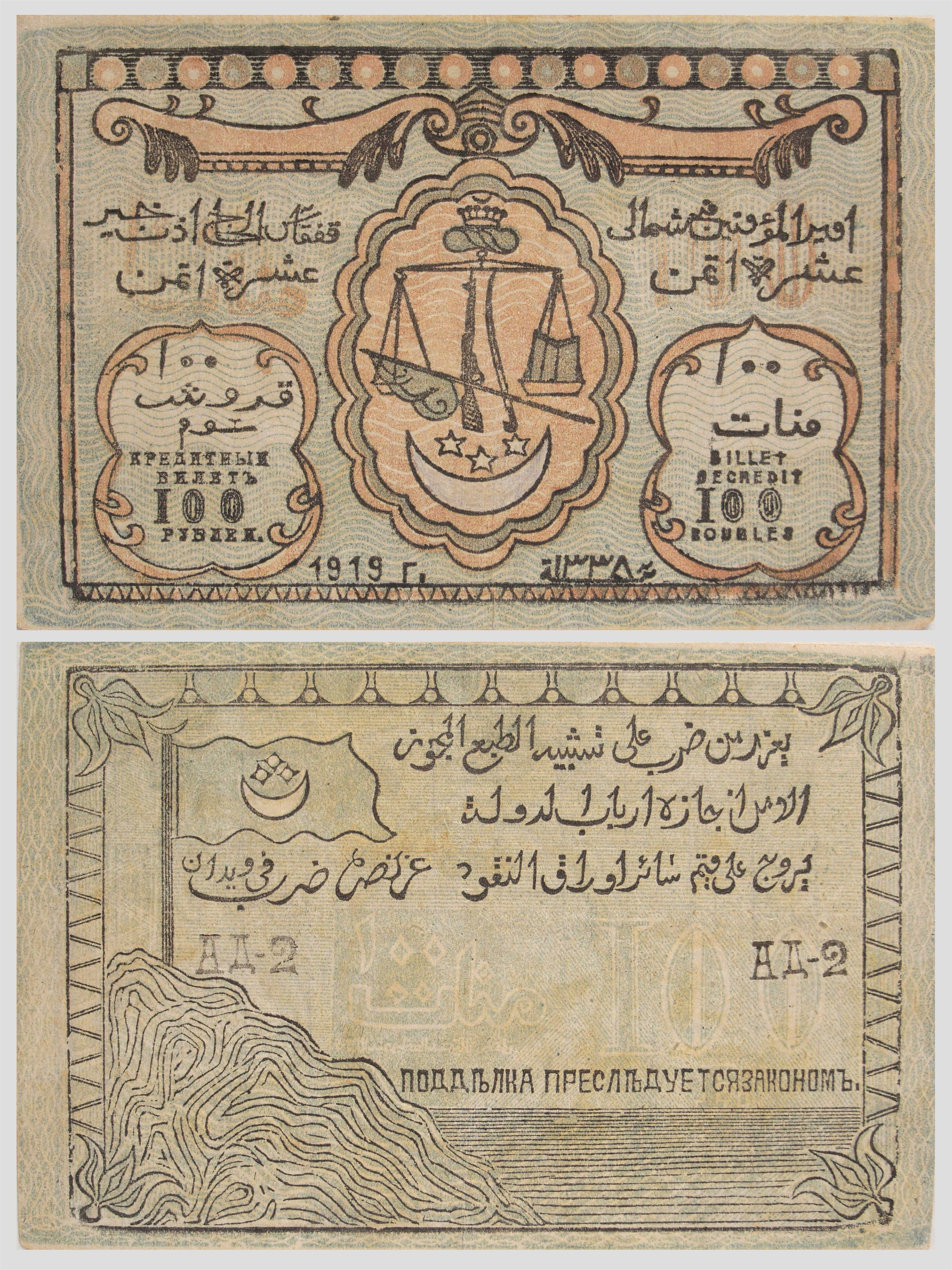
100 rubeles bankjegy az emirátusból

1920 januárjára a gazdasági és katonai csőd szélére jutott ország vezetője kiegyezett a bolsevikokkal, hogy csatlakoznak az Oroszországi Szovjet Szövetségi Szocialista Köztársasághoz, autonómia fejében. Haji hamarosan meghalt, de a bolsevikok beváltották ígéretét és létrehozták a Hegyvidéki Autonóm Szovjet Szocialista Köztársaságot.

## Fordítás
- Ez a szócikk részben vagy egészben  a   North Caucasian Emirate című angol Wikipédia-szócikk ezen változatának fordításán alapul.  Az eredeti cikk szerkesztőit annak laptörténete sorolja fel. Ez a jelzés csupán a megfogalmazás eredetét és a szerzői jogokat jelzi, nem szolgál a cikkben szereplő információk forrásmegjelöléseként.